# Lemaireia
Lemaireia é um gênero de mariposa pertencente à família Bombycidae.